# 天主教坎普林普教區
天主教坎普林普教區（拉丁語：Dioecesis Campi Limpidi），是巴西一個天主教教區，位於聖保羅州南部，屬聖保羅總教區。
教區成立於1989年3月15日，2006年有教友2,697,000人，佔總人口91.4%。有八十二個堂區、司鐸159人。現任教區主教為路易斯·安多尼·格德斯。